# Włodzimierz Trams
Włodzimierz Trams, né le 12 mai 1944, à Varsovie, en Pologne, et mort le 31 octobre 2021, est un joueur polonais de basket-ball.

## Palmarès
- 3e du championnat d'Europe 1967
- Coupe de Pologne 1968, 1970